# 富岡漁港

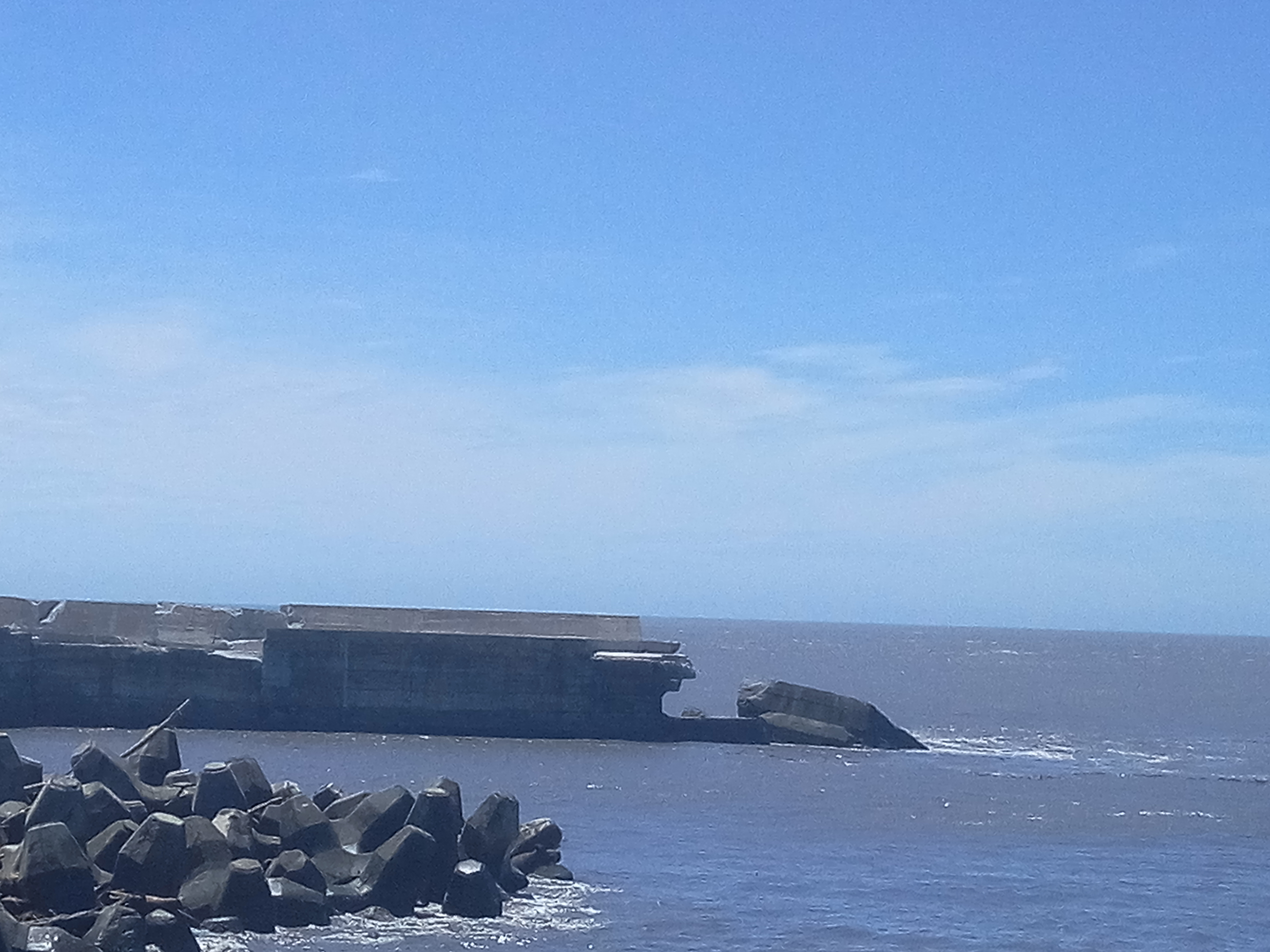
2016年9月14日，富岡漁港堤防頭燈塔遭莫蘭蒂颱風侵襲所夾帶之大浪沖毀墜落海中

富岡漁港（排灣語：Kararuan a Puvarukuran）是一座小型規模的漁港，位於臺東縣臺東市的富岡里，東臨太平洋。富岡漁港是臺東縣內第二大之漁港，僅次於成功漁港。漁港位於台東縣海岸線中點，位在卑南溪出海口北方，距臺東市區約6公里左右，即臺東市與卑南鄉交界的附近。又稱伽蘭港、加路蘭港或臺東港，屬於第二類漁港。

## 歷史
原址為加路蘭港，因鄰近阿美族部落「加路蘭社」而得名。漁港早期為小漁村聚落，漁民以捕魚維生，並以漁船擔負離島的人力、物資運送。1954年5月10日，以「臺東港」之名開工，工程費650萬元。1956年10月初步完成，內港面積計5,000平方公尺，可容漁船40艘。
富岡漁港除了是臺東市民日常魚貨的消費地與海釣場，晚近觀光事業發展，港區建有漁業大樓，設有觀光魚市，漁港入口處，有代表台東區漁會意象的大理石，設有鯨豚活耀海岸的浮雕，另外由於近年來台灣東海岸觀光事業的興盛，而綠島、蘭嶼等離島地區為臺灣特有觀光景點，再加上賞鯨、海釣的熱潮，使得富岡漁港成為前往上述地點觀光的樞紐之地。現今，富岡漁港仍然保有傳統的漁村聚落型態與漁業行為，類似於臺東縣內典型的線性聚落形態。

## 觀光景點

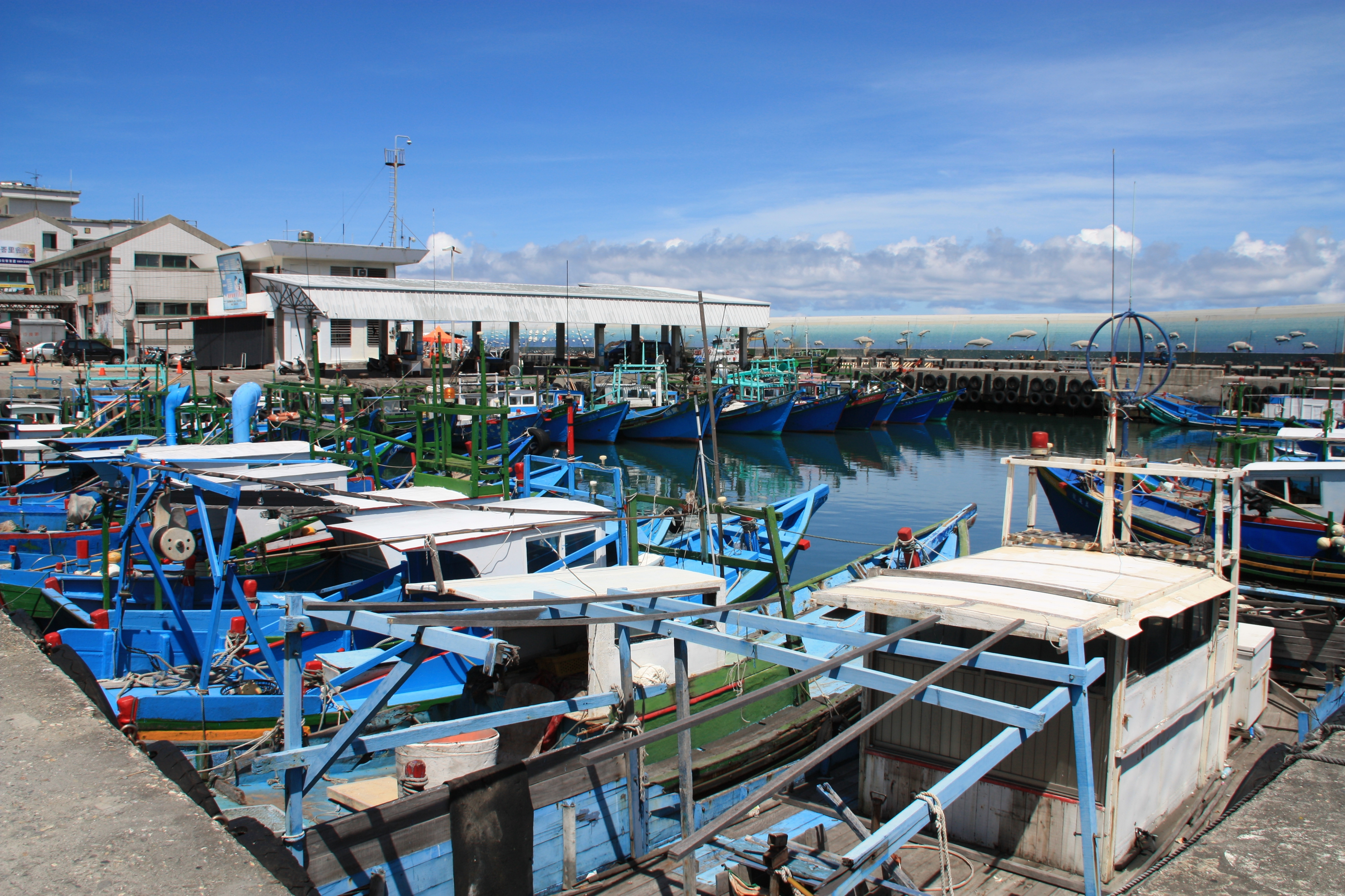
富岡漁港

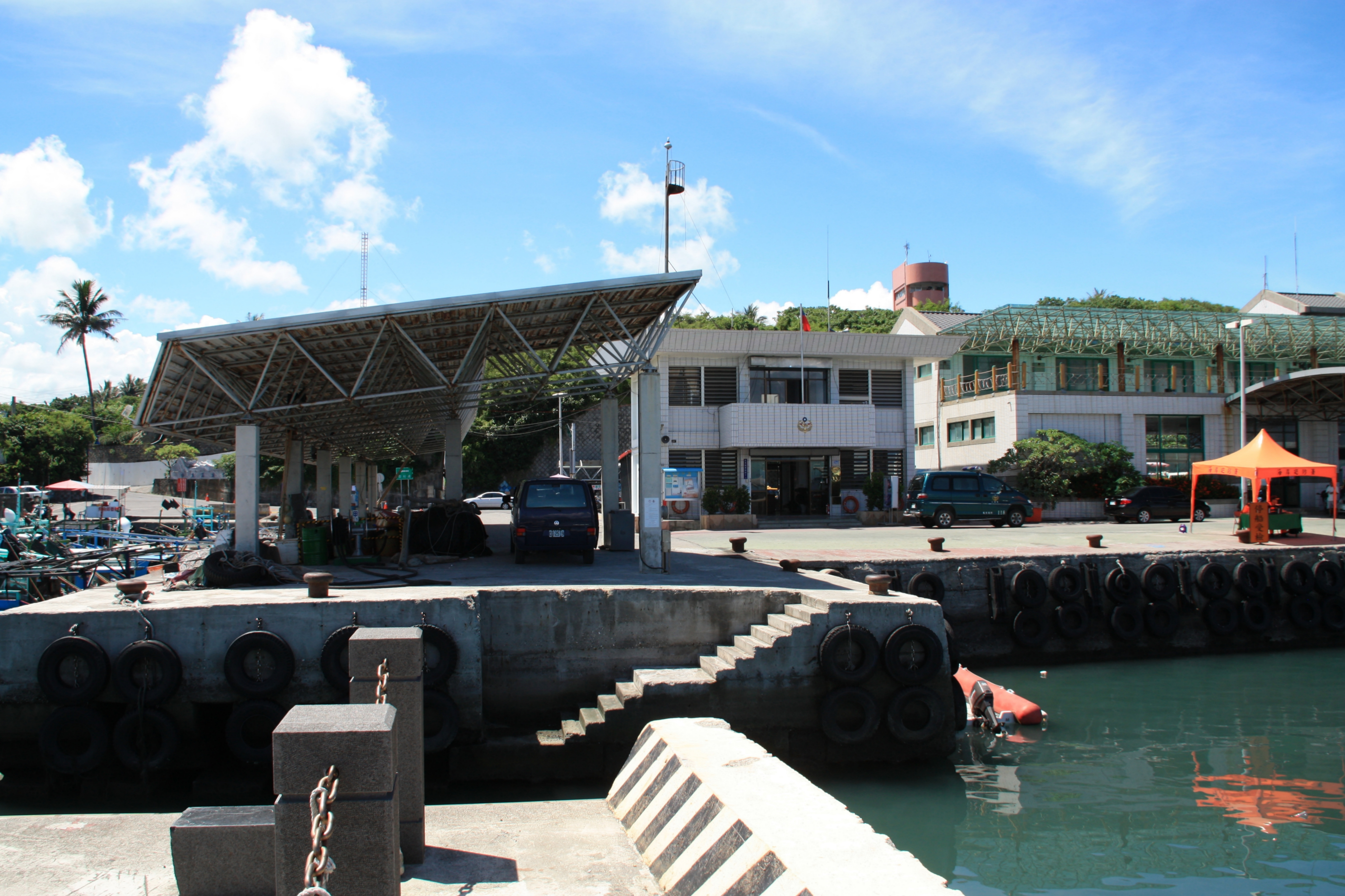
碼頭

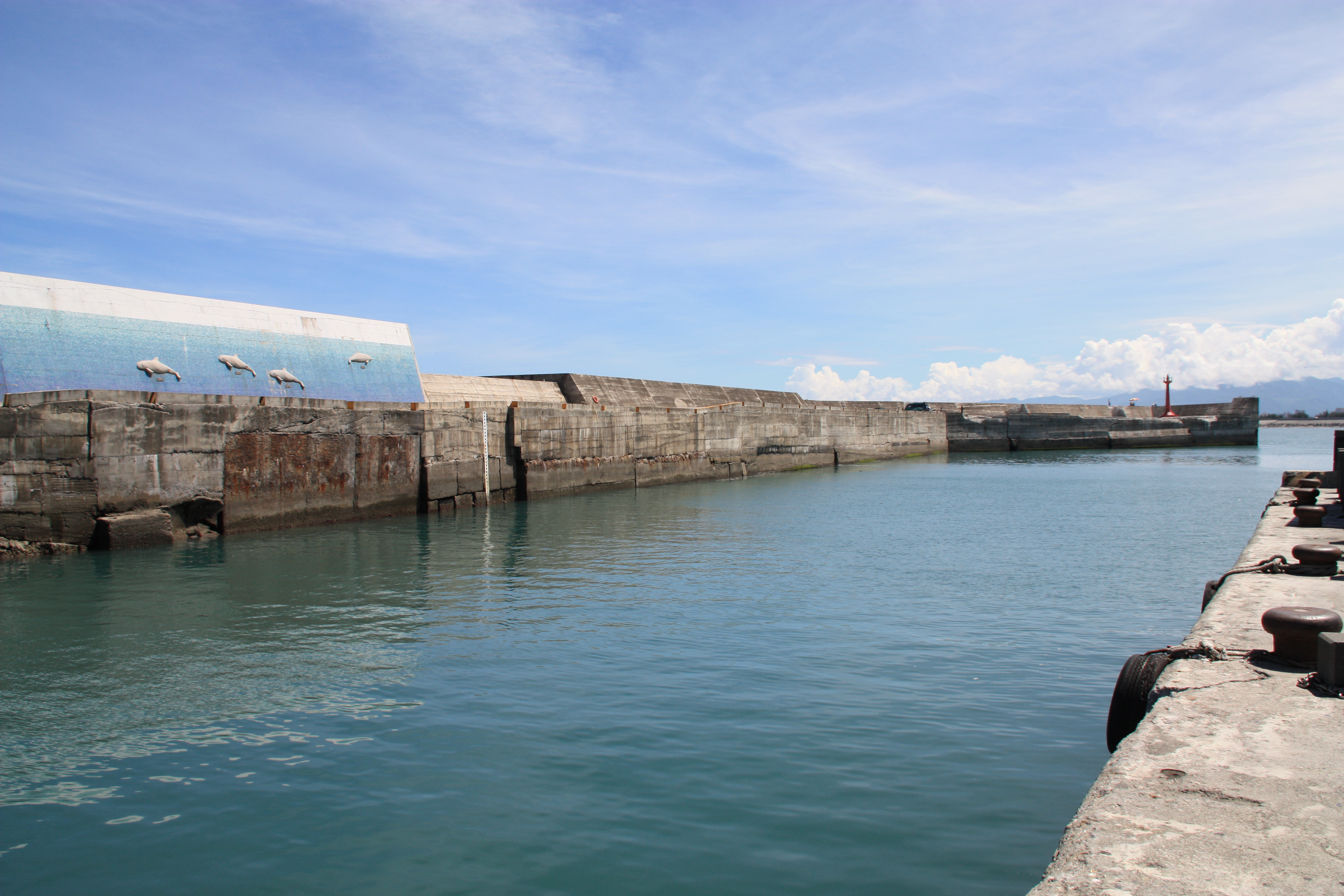
防坡堤

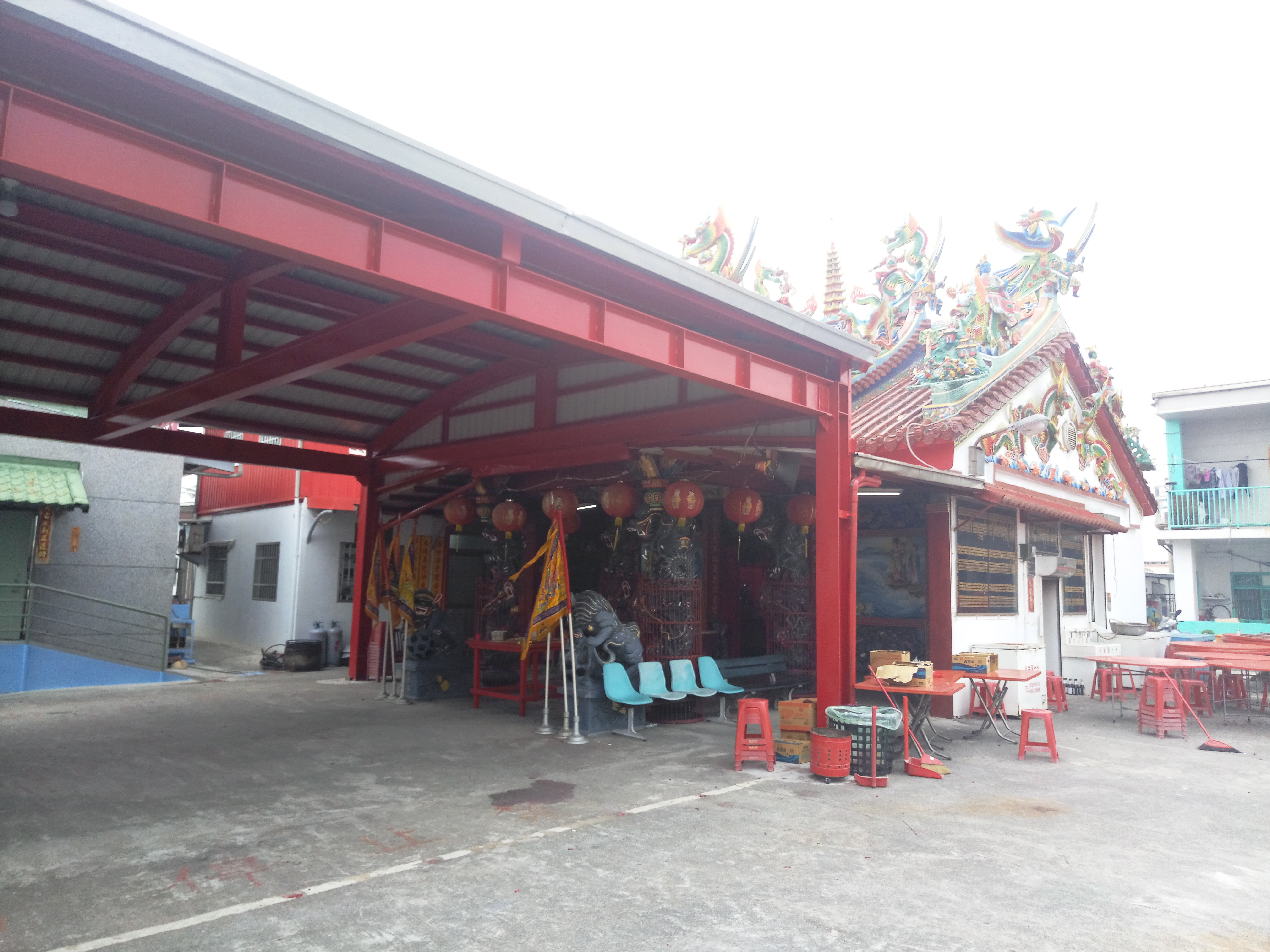
富岡海神廟

富岡漁港南方接壤卑南溪出海口，北方與花東海岸山脈相鄰，漁港的位置與地形的多樣性，使得富岡漁港自然具有交通與觀光方面的資源。

### 小野柳地區
富岡漁港的港區北岸銜接海岸山脈，具有隆起岩石及珊瑚礁等分佈，和新北市萬里區野柳風景特定區地形景觀相似，故被稱做「小野柳」地區。小野柳為台東市區進入海岸線風景區的首站，由於該處具有特殊海岸景觀，與豐富的遊憩資源，一直是臺灣東部海岸線上的著名風景區。

### 加路蘭風景區
富岡漁港北方約3公里處，便是以地層翻轉著稱的加路蘭風景區。「加路蘭」是阿美族語，意為洗頭髮之處，這是因為附近的溪流富含黏土礦物，洗髮之後讓頭髮自然潤溼亮麗而得名。本地原為阿美族加路蘭社之祖靈聖地，附近的猴子山（今石山部落）地名是由阿美族語「kawasan」的河洛語諧音而來，意思是「祖靈之地」，過去曾有阿美族勇士為保衛家園而殉難於此而得名。從地質景觀來看，這裡有完整的沈積構造和沈積變形構造，並且全部上下倒置，十分特殊。

### 都蘭灣
由富岡漁港出發，沿著臺11線往北約8公里，進入東河鄉之後，是幽靜的都蘭灣，該處具有多樣豐富的海濱植物、潮間帶生物。

## 交通

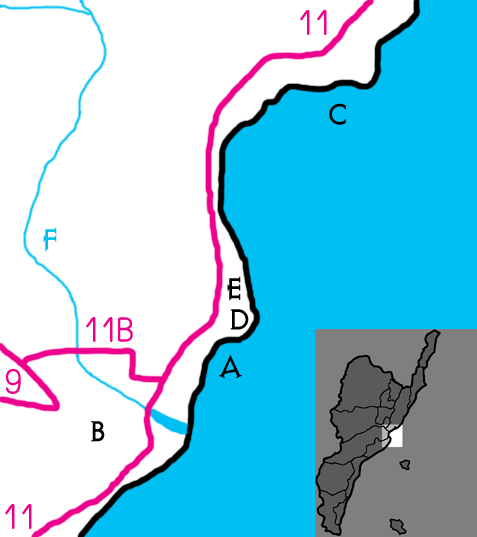
富岡漁港周邊地圖
右下灰階圖為臺東縣地圖
A-富岡漁港
B-臺東市市區
C-都蘭灣
D-小野柳
E-加路蘭風景區
F-卑南溪
9-台9線
11-台11線
11B-台11乙線

富岡漁港長期以來一直是台灣本島對蘭嶼、綠島等離島的交通唯一港口。主要聯絡道路為台11線，漁港位處臺東市進入花東海岸公路的交界點。

### 海運
- 渡輪

台東縣富岡漁港 － 綠島鄉 － 蘭嶼鄉。一天約一至二航次。

### 陸運
- 自行開車

往東北方由臺東市中心出發，沿著臺11線下中華大橋後，再前行約2.5公里即可抵達富岡漁港。
- 客運

搭乘臺東往花蓮、靜浦、成功的鼎東客運或花蓮客運，於富岡站下車。

## 周邊
- 臺11線：由漁港西南方通往漁港北方。
- 臺東市：位於漁港西南方。
- 卑南鄉：位於漁港西北方的行政區。
- 綠島鄉：由漁港搭渡輪可達。
- 蘭嶼鄉：由漁港搭渡輪可達。
- 太平洋：漁港東方面臨的海洋。
- 卑南溪：由漁港西方流向東南方，於漁港南方出海。

## 外部連結
- 富岡漁港  台東觀光旅遊網
- 富岡漁港 - TravelKing旅遊王（页面存档备份，存于）
- 2000東海建築畢業設計評圖：富岡漁港遊憩渡船中心東海岸地域特性探討 （页面存档备份，存于）
- 臺東縣政府（页面存档备份，存于）